# Umbrowie
Umbrowie (łac. Umbri) − jedno z plemion italskich.

## Historia
Dzięki Umbrom Italia weszła w epokę żelaza wraz z pojawieniem się kultury „Villanova”. Do północnej i środkowej Italii przybyli w II tysiącleciu p.n.e. z północy. 
Umbrowie nie tworzyli jednolitej organizacji plemiennej, będąc pod wpływem kultury etruskiej. Ich miasta, powstałe od IX do IV wieku p.n.e., były zakładane na szczytach wzgórz. W III wieku p.n.e. ulegli Rzymianom. Za czasów cesarza Augusta czterech arystokratów umbryjskich zostało senatorami rzymskimi. Z jednego z tych rodów pochodziła rodzina cesarza Nerwy.